# Дёску
Дёску (якут. Дьооску) — участок (населённый пункт) в Абыйском улусе Якутии России. Входит в состав Абыйского наслега.

## География
Участок находится за Северным полярным кругом, у крупного озера Отто-Оттох, вблизи озёр Арга-Кюель и Бердигестях, на расстоянии 30 км к юго-западу от села Абый, центра наслега, и 110 км к юго-западу от посёлка городского типа Белая Гора, административного центра улуса.
Ландшафт в основном представлен лесотундрой, в растительности преобладает даурская лиственница.

## История
Согласно Закону Республики Саха (Якутия) от 30 ноября 2004 года N 173-З N 353-III село вошло в образованное муниципальное образование Абыйский наслег.

## Население
| 2002 | 2010 | 2021 |
| ---- | ---- | ---- |
| 87   | ↘53  | ↘47  |

## Улицы
В населённом пункте имеется одна улица — Оттох-Атахская.

## Экономика
Главные отрасли — животноводство (мясное табунное коневодство, мясо-молочное скотоводство), пушной промысел и рыболовство.

## Инфраструктура
Функционируют аэродром «Отто-Аттах» и фельдшерско-акушерский пункт.

## Транспорт
Автозимник «Белая Гора — Абый — Деску — Сыаганнах».

## Ссылка
- sakha.gov.ru — официальный сайт информационного портала Республики Саха (Якутия)
- Лист карты R-55-122.
- № 0125080 / Реестр наименований географических объектов на территорию Республики Саха (Якутия) по состоянию на 13.12.2018 // Государственный каталог географических названий / rosreestr.ru.